# Dopo la caduta
Dopo la caduta (After the Fall, Before the Fall, During the Fall) è un romanzo breve di fantascienza della scrittrice statunitense Nancy Kress del 2012.

## Storia editoriale
Il romanzo, nel 2013, ha vinto il Premio Nebula per il miglior romanzo breve e il Premio Locus per il miglior romanzo breve, è stato candidato al Premio Hugo per il miglior romanzo breve ed è stato finalista al Premio Theodore Sturgeon Memorial e al premio Endeavour Award.
Il romanzo, in Italia, è stato pubblicato per la prima volta nel 2013 per la casa editrice Delos Books.

## Trama
Nel 2014 alieni hanno eliminato il genere umano ad eccezione di ventisei persone che sono state imprigionate all'interno del "Guscio". Nel 2035 l'adolescente Pete decide di condurre i sopravvissuti all'esterno, in una terra devastata.

## Edizioni
- (EN) Nancy Kress, After the Fall, Before the Fall, During the Fall, 1ª ed., San Francisco, Tachyon Publications, aprile 2012, ISBN 978-1-61696-065-0.
- Nancy Kress, Dopo la caduta, traduzione di Francesco Lato, Odissea Fantascienza, n. 62, Milano, Delos Books, settembre 2013, ISBN 9788865304297.
- (FR) Nancy Kress, Après la chute, traduzione di Eric Holstein, Perles d'épice, Chambéry, ActuSF, agosto 2014, ISBN 978-2-917689-68-4.